# Grauwe spaandermot
De grauwe spaandermot (Blastobasis phycidella) is een nachtvlinder uit de familie Blastobasidae, de spaandermotten. 